# Сафроновская (Виноградовский район)
Сафроновская — деревня в Виноградовском районе Архангельской области России. Входит в состав Виноградовского муниципального округа. До 2021 года входила в состав Осиновского сельского поселения, хотя первоначально планировалось включить её в состав Конецгорского сельского поселения.
Расположена в селе Конецгорье, к юго-западу от озера Заишпольское (Алиш), из которого вытекает река Вареньга.
Численность населения деревни, по данным Всероссийской переписи населения 2010 года, составляет 4 человека. На 1.01.2010 числилось 9 человек.
С 2004 года по 2021 год — в Осиновском сельском поселении.

### Карты
- Топографическая карта P-38-39,40. (Лист Рочегда)
- Сафроновская на Wikimapia
- Сафроновская. Публичная кадастровая карта (недоступная ссылка — история).